# Mistrzostwa Świata w Piłce Nożnej 1974 (składy)
Składy finalistów Mistrzostw Świata w 1974 rozgrywanych w Republice Federalnej Niemiec.
 Argentyna
Trener: Vladislao Cap
Rubén Ayala, Carlos Babington, Agustín Balbuena, Ángel Bargas, Miguel Brindisi, Daniel Carnevali, Jorge Carrascosa, Enrique Chazarreta, Ubaldo Fillol, Rubén Glaria, Ramón Heredia, René Houseman, Mario Kempes, Roberto Perfumo, Aldo Poy, Pedro Sá, Miguel Santoro, Carlos Squeo, Roberto Telch, Néstor Togneri, Enrique Wolff, Héctor Yazalde
 Australia
Trener: Ralé Rašić
Attila Abonyi, Adrian Alston, Branko Buljević, Ernie Campbell, Colin Curran, Dave Harding, Jimmy Mackay, Allan Maher, Gary Manuel, Jim Milisavljevic, Peter Ollerton, Jack Reilly, Ray Richards, Jimmy Rooney, Ivo Rudic, Manfred Schaefer, Max Tolson, Doug Utjesenovic, John Warren, Johnny Watkiss, Harry Williams, Peter Wilson
 Brazylia
Trener: Mário Zagallo
Ademir da Guia, Alfredo, Carpegiani, César Maluco, Dirceu, Edu, Jairzinho, Émerson Leão, Leivinha, Luís Pereira, Marco Antônio, Marinho Chagas, Marinho Peres, Mirandinha, Nelinho, Paulo César, Piazza, Renato, Rivelino, Valdir Peres, Valdomiro, Zé Maria
 Bułgaria
Trener: Christo Mładenow
Stefan Aładżow, Christo Bonew, Krasimir Borisow, Georgi Denew, Rumenczo Goranow, Bożidar Grigorow, Kirił Iwkow, Bożił Kolew, Atanas Michajłow, Kirił Miłanow, Asparuch Nikodimow, Paweł Panow, Dimityr Penew, Simeon Simeonow, Stefan Stajkow, Iwan Stojanow, Georgi Wasilew, Conjo Wasilew, Stefan Weliczkow, Wojn Wojnow, Iwan Zafirow, Dobromir Żeczew
 Chile
Trener: Luis Álamos
Sergio Ahumada, Antonio Arias, Osvaldo Castro, Carlos Caszely, Rogelio Farías, Elías Figueroa, Mario Galindo, Rolando García, Rafael González, Alfonso Lara, Juan Machuca, Adolfo Nef, Juan Olivares, Guillermo Páez, Alberto Quintano, Carlos Reinoso, Juan Rodríguez, Jorge Socías, Francisco Valdés, Leopoldo Vallejos, Leonardo Véliz, Guillermo Yávar
 Haiti
Trener: Antoine Tassy
Fritz André, Eddy Antoine, Arsène Auguste, Jean-Herbert Austin, Claude Barthélemy, Pierre Bayonne, Jean-Claude Désir, Serge Ducosté, Henri Françillon, Guy François, Ernst Jean-Joseph, Gérard Joseph, Fritz Leandré, Joseph-Marion Leandré, Wilfried Louis, Wilner Nazaire, Wilner Piquant, Serge Racine, Guy Saint-Vil, Roger Saint-Vil, Emmanuel Sanon, Philippe Vorbe
 Holandia
Trener: Rinus Michels
Johan Cruijff, Theo de Jong, Ruud Geels, Arie Haan, Rinus Israël, Wim Jansen, Jan Jongbloed, Piet Keizer, Ruud Krol, Johan Neeskens, Rob Rensenbrink, Johnny Rep, Wim Rijsbergen, Piet Schrijvers, Pleun Strik, Wim Suurbier, Eddy Treijtel, René van de Kerkhof, Willy van de Kerkhof, Willem van Hanegem, Kees van Ierssel, Harry Vos
 Jugosławia
Trener: Miljan Miljanić
Jovan Aćimović, Dušan Bajević, Vladislav Bogićević, Ivan Buljan, Kiril Dojčinovski, Dragan Džajić, Enver Hadžiabdić, Jurica Jerković, Stanislav Karasi, Josip Katalinski, Enver Marić, Rizah Mešković, Dražen Mužinić, Branko Oblak, Miroslav Pavlović, Luka Peruzović, Ilija Petković, Ognjen Petrović, Vladimir Petrović, Danilo Popivoda, Ivica Šurjak, Franjo Vladić
 NRD
Trener: Georg Buschner
Wolfgang Blochwitz, Bernd Bransch, Jürgen Croy, Peter Ducke, Werner Friese, Joachim Fritsche, Erich Hamann, Martin Hoffmann, Harald Irmscher, Gerd Kische, Hans-Jürgen Kreische, Lothar Kurbjuweit, Reinhard Lauck, Wolfram Löwe, Jürgen Pommerenke, Rüdiger Schnuphase, Wolfgang Seguin, Jürgen Sparwasser, Joachim Streich, Eberhard Vogel, Siegmar Wätzlich, Konrad Weise
 Polska
Trener: Kazimierz Górski
Mirosław Bulzacki, Lesław Ćmikiewicz, Kazimierz Deyna, Jan Domarski, Andrzej Fischer, Robert Gadocha, Jerzy Gorgoń, Zbigniew Gut, Roman Jakóbczak, Zygmunt Kalinowski, Zdzisław Kapka, Henryk Kasperczak, Kazimierz Kmiecik, Marek Kusto, Grzegorz Lato, Zygmunt Maszczyk, Adam Musiał, Andrzej Szarmach, Antoni Szymanowski, Jan Tomaszewski, Henryk Wieczorek, Władysław Żmuda
 RFN
Trener: Helmut Schön
Franz Beckenbauer, Rainer Bonhof, Paul Breitner, Bernhard Cullmann, Heinz Flohe, Jürgen Grabowski, Dieter Herzog, Jupp Heynckes, Bernd Hölzenbein, Uli Hoeneß, Horst-Dieter Höttges, Jupp Kappellmann, Wolfgang Kleff, Helmut Kremers, Sepp Maier, Gerd Müller, Günter Netzer, Norbert Nigbur, Wolfgang Overath, Hans-Georg Schwarzenbeck, Berti Vogts, Herbert Wimmer
 Szkocja
Trener: Willie Ormond
Thomson Allan, John Blackley, Billy Bremner, Martin Buchan, Peter Cormack, Kenny Dalglish, William Donachie, Donald Ford, David Harvey, David Hay, Jim Holton, Tommy Hutchison, Sandy Jardine, Jimmy Johnstone, Joe Jordan, Denis Law, Peter Lorimer, Danny McGrain, Gordon McQueen, Willie Morgan, Erich Schaedler, Jim Stewart
 Szwecja
Trener: Georg Åby Ericson
Thomas Ahlström, Björn Andersson, Jörgen Augustsson, Claes Cronqvist, Ralf Edström, Inge Ejderstedt, Ove Grahn, Roland Grip, Göran Hagberg, Ronnie Hellström, Kent Karlsson, Ove Kindvall, Bo Larsson, Sven-Gunnar Larsson, Sven Lindman, Benno Magnusson, Björn Nordqvist, Jan Olsson, Örjan Persson, Roland Sandberg, Staffan Tapper, Conny Torstensson
 Urugwaj
Trener: Roberto Porta
Alberto Cardaccio, Rubén Corbo, Luis Cubilla, Gustavo de Simone, Víctor Espárrago, Gustavo Fernández, Pablo Forlán, Luis Garisto, José Gómez, Mario González, Baudilio Jáuregui, Julio César Jiménez, Walter Mantegazza, Juan Masnik, Ladislao Mazurkiewicz, Denis Milar, Julio Montero Castillo, Fernando Morena, Ricardo Pavoni, Pedro Rocha, Héctor Santos, Juan Ramón Silva
 Włochy
Trener: Ferruccio Valcareggi
Enrico Albertosi, Pietro Anastasi, Mauro Bellugi, Romeo Benetti, Roberto Boninsegna, Tarcisio Burgnich, Fabio Capello, Luciano Castellini, Franco Causio, Giorgio Chinaglia, Giacinto Facchetti, Antonio Juliano, Sandro Mazzola, Francesco Morini, Paolino Pulici, Luciano Re Cecconi, Luigi Riva, Gianni Rivera, Giuseppe Sabadini, Luciano Spinosi, Giuseppe Wilson, Dino Zoff
 Zair
Trener: Błagoja Widiniḱ
Tshimen Buhanga, Babo Kabasu, Etepe Kakoko, Otepa Kalambay, Mwamba Kazadi, Uba Kembo Kembo, Mafu Kibongé, Mantantu Kidumu, Masamba Kilasu, Boba Lobilo, Adelard Mayanga Maku, Mambwene Mana, Mafuila Mavuba, Ekofa Mbungu, Mwanza Mukombo, Mialo Mwape, Ilunga Mwepu, Mulamba Ndaye, Kafula Ngoie, Kalala Ntumba, Kamunda Tshinabu, Dimbi Tubilandu